# Estadio Cuauhtémoc
Estadio Cuauhtémoc is een voetbalstadion in Puebla, Mexico. Het stadion heeft plek voor ruim 40.000 toeschouwers. Puebla FC speelt er zijn thuiswedstrijden. Het stadion werd uitgekozen voor wedstrijden van het Wereldkampioenschap voetbal van 1970 en 1986. 
Tevens werd het stadion gebruikt van de Olympische Zomerspelen van 1968. Het werd daar gebruikt voor de voetbalwedstrijden. In 2012 vond er het CONCACAF-kampioenschap voetbal onder 20 plaats. Ook de finale, die werd gespeeld tussen Mexico en de Verenigde Staten. Mexico won na verlenging met 3-1. 
Het stadion is vernoemd naar Cuauhtemoc, de laatsteAzteekse leider (hueyi tlahtoani). De naam Cuauhtemoc betekent "neergedaalde adelaar".

## WK interlands
| №  | Datum        | Wedstrijd            | Uitslag | Competitie                       | Toeschouwers |
| -- | ------------ | -------------------- | ------- | -------------------------------- | ------------ |
| 1. | 2 juni 1970  | Uruguay – Israël     | 2 – 0   | Wereldkampioenschap voetbal 1970 | 20.654       |
| 2. | 6 juni 1970  | Italië – Uruguay     | 0 – 0   | Wereldkampioenschap voetbal 1970 | 29.968       |
| 3. | 10 juni 1970 | Uruguay – Zweden     | 0 – 1   | Wereldkampioenschap voetbal 1970 | 18.163       |
| 4. | 5 juni 1986  | Italië – Argentinië  | 1 – 1   | Wereldkampioenschap voetbal 1986 | 32.000       |
| 5. | 10 juni 1986 | Zuid-Korea – Italië  | 2 – 3   | Wereldkampioenschap voetbal 1986 | 20.000       |
| 6. | 16 juni 1986 | Argentinië – Uruguay | 1 – 0   | Wereldkampioenschap voetbal 1986 | 26.000       |
| 7. | 22 juni 1986 | Spanje – België      | 1 – 1   | Wereldkampioenschap voetbal 1986 | 45.000       |
| 8. | 28 juni 1986 | België – Frankrijk   | 2 – 4   | Wereldkampioenschap voetbal 1986 | 21.000       |

Estadio Jalisco (Guadalajara) · Estadio Guanajuato (León) · Aztekenstadion (Mexico-Stad) · Estadio Cuauhtémoc (Puebla) · Estadio Luis Dosal (Toluca)
Estadio Azteca (Mexico-Stad) · Estadio Olímpico Universitario (Mexico-Stad) · Estadio Universitario (San Nicolás de los Garza) · Estadio Tecnológico (Monterrey) · Estadio Jalisco (Guadalajara) · Estadio Tres de Marzo (Guadalajara) · Estadio Cuauhtémoc (Puebla) · Estadio Nemesio Díez (Toluca) · Estadio Nou Camp (León) · Estadio Sergio León Chávez (Irapuato) · Estadio La Corregidora (Querétaro) · Estadio Neza 86 (Nezahualcóyotl)